# PlayStation 4 Eye
PlayStation 4 Eye camera er et kamera, der er blevet præsenteret sammen med den kommende PlayStation 4 fra Sony, som forventes at udkomme d. 29. november 2013 i Europa og 15. november i USA. Når man køber PlayStation 4 følger kameraet ikke med, da det fungerer som tilbehør til en pris på 500-600 kr. i Danmark og 60 USD i USA
Kamerasystemet består af to små kameraer med en opløsning svarende til 1280 x 800 pixels, 12 bit-farve og 60Hz. Der er altså tale om et kamerasystem, der generer rimelig klare billeder. Sony har givet en smagsprøve på, hvad vi kan forvente af dette nye kamera. Bl.a. vil det være muligt at bruge det i forbindelse med ansigtsgodkendelse ved login. 
Kameraerne følger dine bevægelser, således at de hele tiden kan genkende din position og registrere dine bevægelser. Spiller man 2 eller flere spillere sammen, vil kamerasystemet kunne genkende hvor i rummet hver enkelt spiller befinder sig. 
PlayStation 4 "Eye" samarbejder med den nye DualShock 4 controller, som er indbygget til at kommunikere med hinanden. Kameraet vil kunne opfange i seks akser og opfange op til 85 graders synsvinkel.
Udover to kameraer består kamerasystemet også en lille mikrofon, som skal gøre spillet mere realistisk.